# Não ficção
Não ficção é uma descrição ou representação de um assunto que é apresentado como fato. Esta representação pode ser precisa ou não; isto é, pode fornecer uma descrição verdadeira ou falsa do assunto em questão. Todavia, geralmente assume-se que os autores de tais relatos acreditavam que eles eram verdadeiros na época em que foram criados. Deve ser observado que relatar as crenças de outrem em formato de não ficção não é necessariamente um endosso quanto à veracidade última de tais crenças, ou, em outras palavras, sabe-se apenas que é verdade que pessoas acreditam nisso (temas tais como mitologia, religião, etc.). Pode-se mesmo escrever não ficção sobre ficção (romances, novelas, poesias, fábulas, etc.), dando informações sobre estas outras obras.
A não ficção é uma das duas grandes divisões das obras literárias (sendo a outra a ficção), usada particularmente em catalogação de obras por bibliotecas. Todavia, não ficção não necessita ser um texto escrito, visto que fotografias e filmes também podem representar a descrição factual de um assunto.
Obras não ficcionais desses diferentes gêneros podem ser criadas com a ajuda de uma variedade de estruturas ou formatos, como obras de referência (almanaques, enciclopédias, atlas, bibliografias, crônicas, relatórios de consumidores, dicionários, negócios ou listas telefônicas, manuais, anuários, livros de citações, etc.), escritos de vida (autobiografias, biografias, confissões, diários, diários de bordo, memórias, epístolas, cartas, postais e coletâneas de cartas, epitáfios, obituários, etc.), crítica literária (livro reportagens e resenhas de livros), crítica de arte (resenhas de filmes), redação promocional (brochuras, panfletos, comunicados à imprensa, publicidade etc.), redação persuasiva (desculpas e polêmicas), ensaios e coletâneas de ensaios, livros de história, textos acadêmicos (artigos acadêmicos, incluindo artigos científicos, monografias, revistas científicas, tratados, volumes editados, atas de conferências, etc.), notícias, editoriais, cartas ao editor, e artigos de opinião, manifestos, avisos (anúncios), filmes documentários, livros didáticos, guias de estudo, guias de campo, relatos de viagem, receitas, manuais do proprietário e guias do usuário, livros de autoajuda, livros de divulgação científica, blogs, apresentações, orações, provérbios, e assim por diante.

## Distinções
As inúmeras técnicas narrativas usados na ficção são geralmente considerados impróprios para uso em não-ficção. Eles ainda estão presentes principalmente em obras mais antigas, mas geralmente são silenciados para não ofuscar as informações da obra. Simplicidade, clareza e franqueza são algumas das considerações mais importantes ao produzir não-ficção. O público é importante em qualquer empreendimento artístico ou descritivo, mas talvez seja mais importante na não-ficção. Na ficção, o escritor acredita que os leitores se esforçarão para seguir e interpretar uma progressão do tema apresentada de forma indireta ou abstrata, enquanto a produção da não ficção tem mais a ver com o fornecimento direto de informações. A compreensão do uso dos leitores em potencial para o trabalho e seu conhecimento existente de um assunto são fundamentais para uma não-ficção eficaz. Apesar da alegação de verdade da não-ficção, muitas vezes é necessário persuadir o leitor a concordar com as ideias e, portanto, um argumento equilibrado, coerente e informado é vital. No entanto, as fronteiras entre ficção e não-ficção são continuamente borradas e discutidas, especialmente no campo da biografia; como disse Virginia Woolf: "se pensarmos na verdade como algo de solidez granítica e na personalidade como algo intangível como arco-íris e refletirmos que o objetivo da biografia é fundir esses dois em um todo sem costura, devemos admitir que o problema é difícil e que não precisamos nos perguntar se os biógrafos, em sua maioria, falharam em resolvê-lo".
Incluir informações que o autor sabe serem falsas nessas obras é geralmente considerado desonesto. Ainda assim, certos tipos de obras escritas podem ser legitimamente ficção ou não-ficção, como diários de autoexpressão, cartas, artigos de revistas e outras expressões de imaginação. Embora sejam principalmente um ou outro, uma mistura de ambos também é possível. Algumas ficções podem incluir elementos não ficcionais; semificção é ficção implementando uma grande quantidade de não-ficção, (como uma descrição ficcional baseada em uma história verdadeira). Alguns não-ficção podem incluir elementos de suposição não verificada, dedução ou imaginação com o objetivo de suavizar uma narrativa, mas a inclusão de falsidades abertas desacreditaria-a como uma obra de não ficção. As editoras e as livrarias às vezes usam a expressão "não-ficção literária " para distinguir obras com uma inclinação mais literária ou intelectual, em oposição à maior parte dos assuntos de não-ficção.

## Tipos
- Almanaque
- Artigo científico
- Autobiografia
- Biografia
- Carta
- Crítica literária
- Diagrama
- Diário
- Dicionário
- Documentário
- Enciclopédia
- Ensaio
- Filosofia
- Fotografia
- História
- História natural
- Jornal
- Jornalismo
- Memórias